# Израел Тал
Израел Тал (хебр. ישראל טל; кибуц Манахајим 13. септембар 1924 — Реховот, 8. септембар 2010), такође познат као Талик, је генерал Израелских одбрамбених снага, познат по свом познавању тенковског ратовања. Тал је био бриљантан тактичар у оклопничком ратовању, и као командант оклопне дивизије је примењивао своје тактике врло успешно, и постизао велике победе.
Тал је био бригадни командир током Синајског рата, командир оклопне дивизије на полуострву Синај током Шестодневног рата, и командир јужног фронта у финалним стадијумима Јом кипурског рата.
Израелска влада је током 1970-их одлучила да су јој потребни сопствени капацитети за производњу тенкова. Генерал Израел Тал је водио развојни тим, који је водио рачуна о карактеристикама израелског бојишта, и о лекцијама наученим у претходним ратовима, и почео је изградњу израелског Меркава тенка.
Израел Тал се сматра једним од петорице највећих оклопних команданата у историји, и његова слика се налази на „Зиду највећих оклопних команданата“ у Патоновом музеју коњице и оклопништва, заједно са Моше Пеледом (такође Израелцем), Американцима Џорџом С. Патоном и Крејтоном Абрамсом и Немцем Ервином Ромелом.